# فوتسوافك
ووتس‌واوك (بالإنجليزية: Włocławek)‏ هي مدينة مع صلاحيات بووتيس ‏ تقع في بولندا في محافظة كويافيا-بوميرانيا.[بحاجة لمصدر] يقدر عدد سكانها بـ 116,345 نسمة ومساحتها 84.32 كم2 .

## المدن التوأمة
مدن موجيلوف، بيدفورد، إيزمائيل وSaint-Avold هي مدن توأمة لـووتس‌واوك.

## أعلام
- شيمون غولدبرغ
- أندزيه فوجسيتشوفسكي
- آنا أنتونويتس
- رومان كوزلوفسكي
- أنطون دينيكين